# Act Prohibiting Importation of Slaves (1807)
Act Prohibiting Importation of Slaves ist ein 1807 beschlossenes Bundesgesetz der Vereinigten Staaten, das festlegte, dass keine neuen Sklaven in die USA importiert werden durften.
Es trat am 1. Januar 1808 in Kraft, dem frühesten von der damaligen Verfassung der Vereinigten Staaten erlaubten Datum.
Das Gesetz beendete die Legalität des US-basierten transatlantischen Sklavenhandels.
Es wurde in dem riesigen Land nicht immer überall durchgesetzt; die Sklaverei in den Vereinigten Staaten ging weiter bis zum Ende des Sezessionskrieges (1861 bis 1865) und der Hinzufügung des 13. Amendment zur Verfassung von 1865.
Fast zeitgleich zum Act Prohibiting Importation of Slaves beschloss das britische Parlament nach langjähriger Diskussion den Slave Trade Act 1807.